# أديلا بلانش ستيوارت
أديل بلانش ستيوارت (بالإنجليزية: Adela Blanche Stewart)‏ هي كاتِبة نيوزيلندية، ولدت في 1846، وتوفيت في 1910.